# Boone County (Kentucky)
Boone County ist ein County im Bundesstaat Kentucky der Vereinigten Staaten. Das U.S. Census Bureau hat bei der Volkszählung 2020 eine Einwohnerzahl von 135.968 ermittelt.
Der Verwaltungssitz (County Seat) ist Burlington, und die größte Stadt ist Florence. Das County ist Teil der Metropolregion Cincinnati.

## Geographie
Das County liegt im äußersten Norden von Kentucky, grenzt im Norden an Ohio, im Westen an Indiana, ist von beiden durch den Ohio River getrennt und hat eine Fläche von 666 Quadratkilometern, wovon 28 Quadratkilometer Wasserfläche sind. Es grenzt in Kentucky im Uhrzeigersinn an folgende Countys: Kenton County, Grant County und Gallatin County.

## Geschichte
Boone County wurde am 13. Dezember 1798 aus Teilen des Campbell County gebildet. Benannt wurde es nach dem Grenzsoldaten Daniel Boone.
109 Bauwerke und Stätten des Countys sind im National Register of Historic Places eingetragen (Stand 6. September 2017).

## Demografische Daten

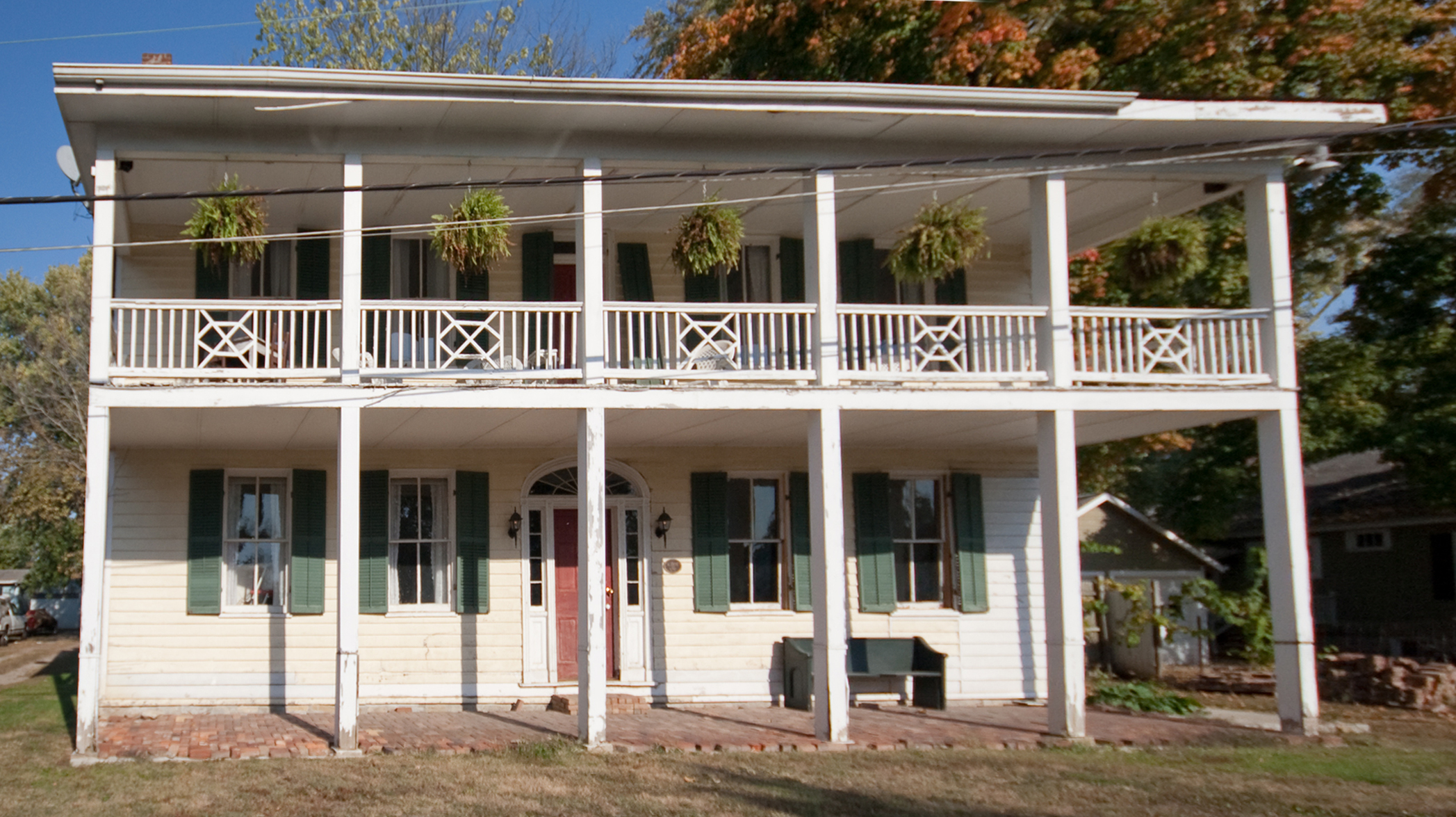
Jonathan Carlton House, gelistet im NRHP

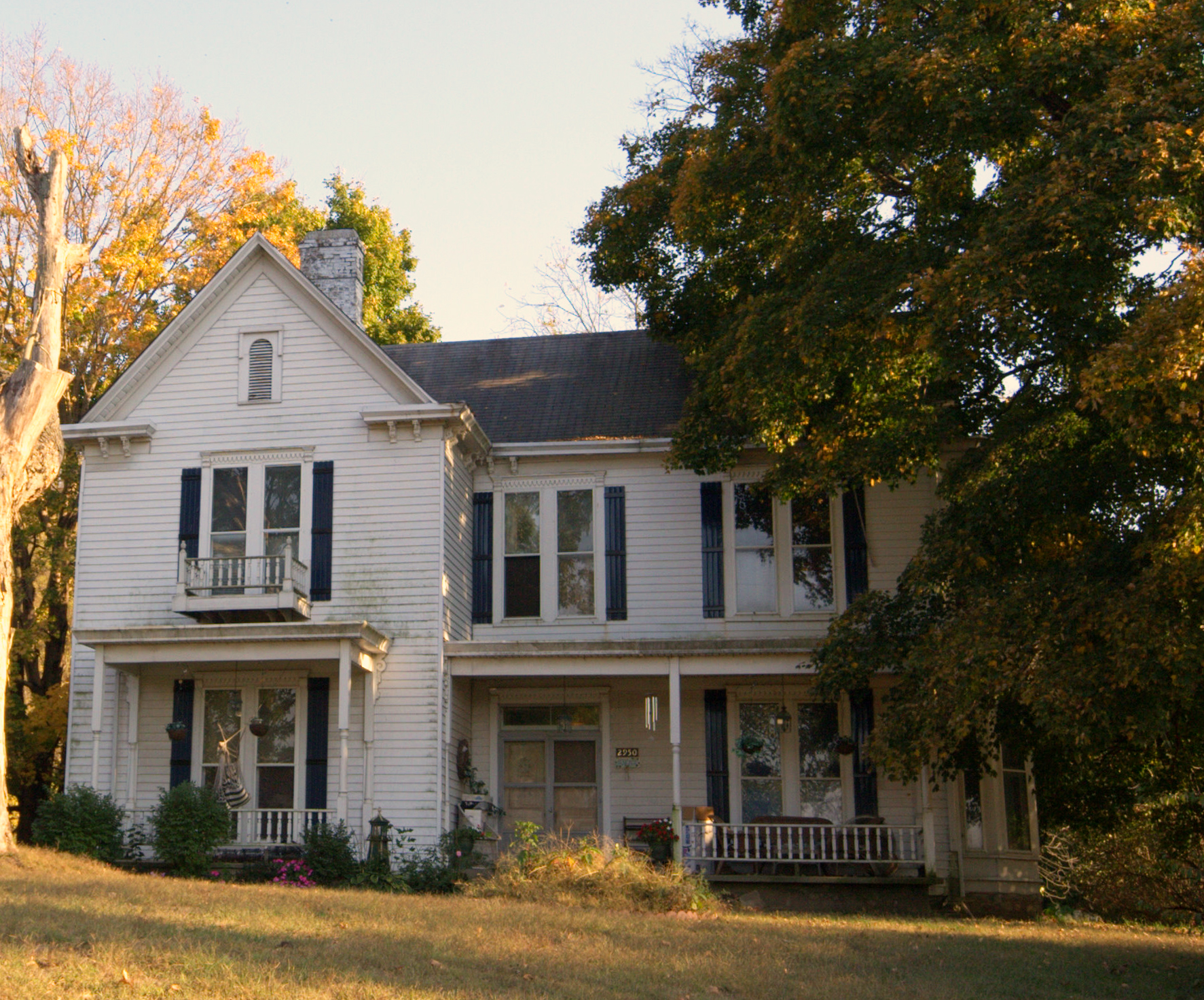
Daniel Dew House, gelistet im NRHP

Nach der Volkszählung im Jahr 2000 lebten im Boone County 85.991 Menschen in 31.258 Haushalten und 23.443 Familien. Die Bevölkerungsdichte betrug 135 Einwohner pro Quadratkilometer. Ethnisch betrachtet setzte sich die Bevölkerung zusammen aus 95,15 Prozent Weißen, 1,52 Prozent Afroamerikanern, 0,23 Prozent amerikanischen Ureinwohnern, 1,29 Prozent Asiaten, 0,03 Prozent Bewohnern aus dem pazifischen Inselraum und 0,75 Prozent aus anderen ethnischen Gruppen; 1,03 Prozent stammten von zwei oder mehr Ethnien ab. 1,98 Prozent der Bevölkerung waren spanischer oder lateinamerikanischer Abstammung.
Von den 31.258 Haushalten hatten 39,8 Prozent Kinder und Jugendliche unter 18 Jahre, die bei ihnen lebten. 61,6 Prozent waren verheiratete, zusammenlebende Paare, 9,8 Prozent waren allein erziehende Mütter, 25,0 Prozent waren keine Familien, 20,2 Prozent waren Singlehaushalte und in 6,2 Prozent lebten Menschen im Alter von 65 Jahren oder darüber. Die Durchschnittshaushaltsgröße betrug 2,73 und die durchschnittliche Familiengröße lag bei 3,17 Personen.
Auf das gesamte County bezogen setzte sich die Bevölkerung zusammen aus 28,7 Prozent Einwohnern unter 18 Jahren, 8,5 Prozent zwischen 18 und 24 Jahren, 33,5 Prozent zwischen 25 und 44 Jahren, 21,3 Prozent zwischen 45 und 64 Jahren und 8,1 Prozent waren 65 Jahre alt oder darüber. Das Durchschnittsalter betrug 33 Jahre. Auf 100 weibliche Personen kamen 97,7 männliche Personen. Auf 100 Frauen im Alter von 18 Jahren alt oder darüber kamen statistisch 94,7 Männer.
Das jährliche Durchschnittseinkommen eines Haushalts betrug 53.593 US-$, das Durchschnittseinkommen der Familien betrug 61.114 $. Männer hatten ein Durchschnittseinkommen von 42.105 $, Frauen 27.414 $. Das Prokopfeinkommen betrug 23.535 $. 4,4 Prozent der Familien und 5,6 Prozent der Bevölkerung lebten unterhalb der Armutsgrenze. Davon waren 6,4 Prozent Kinder oder Jugendliche unter 18 Jahre und 7,7 Prozent waren Menschen über 65 Jahre.

## Verkehr und Wirtschaft
In der Ortschaft Hebron befindet sich der Flughafen Cincinnati.

## Orte im County
- Beaverlick
- Belleview
- Big Bone
- Bullittsville
- Burlington
- Constance
- Devon
- Florence
- Francisville
- Hamilton
- Hebron
- Hopeful Heights
- Hueys Corners
- Hume
- Idlewild
- Kensington
- Limaburg
- Marydale
- Oakbrook
- Petersburg
- Rabbit Hash
- Richwood
- Stringtown
- Sugartit
- Taylorsport
- Union
- Verona
- Walton
- Waterloo